# Amerila lurida
Amerila lurida är en fjärilsart som beskrevs av Müller 1982. Amerila lurida ingår i släktet Amerila och familjen björnspinnare. Inga underarter finns listade i Catalogue of Life.